# STORM (JAM Projectの曲)
「STORM」（ストーム）は、JAM Projectの3枚目のシングル。2000年12月21日にLantisから発売された。

## 概要
前作「Danger Zone」から約1ヶ月ぶりのリリース。本作は水木一郎と影山ヒロノブが歌唱に参加している。表題曲「STORM」は、OVA『真ゲッターロボ対ネオゲッターロボ』のオープニングテーマであり、ジャケットには一文字號、流竜馬がプリントされている。

## 反響
発売から20年以上が経過した2023年、YOASOBIの「アイドル」（テレビアニメ『【推しの子】』第1期オープニングテーマ）がサビの途中でこの曲に変化するMAD動画「（君は）完璧で究極のゲッター」がインターネット・ミームとして大流行し、YOASOBI・水木一郎公式Twitter双方が反応を見せた。2023年7月3日には「STORM」のサブスクリプション配信が解禁された。さらに、「ガジェット通信 アニメ流行語大賞2023」の金賞、ドワンゴ・ピクシブ「ネット流行語100 2023」のniconico賞に「君は完璧で究極のゲッター」が選出された。

## 収録曲
全曲 作詞：工藤哲雄、作曲：千沢仁、編曲：須藤賢一
1. STORM [4:00]
  - OVA『真ゲッターロボ対ネオゲッターロボ』オープニングテーマ
2. RISING [4:37]
  - OVA『真ゲッターロボ対ネオゲッターロボ』エンディングテーマ
3. STORM（オフ・ヴォーカル・ヴァージョン）
4. RISING（オフ・ヴォーカル・ヴァージョン）

## 収録アルバム
| 曲名         | 収録アルバム                                     | 発売日         | 備考              |
| ------------ | ------------------------------------------------ | -------------- | ----------------- |
| STORM RISING | 『BEST Project 〜JAM Project BEST COLLECTION〜』 | 2002年3月6日   | 1stベストアルバム |
| STORM RISING | 『JAM Project 10th Anniversary Complete BOX』    | 2010年12月22日 | CD-BOX            |

## STORM 2021
2021年11月26日にデジタル配信楽曲としてリリース。「STORM」を新規にアレンジし、歌も収録されなおされている。
2021年7月放送のテレビアニメ『ゲッターロボ アーク』エンディングテーマとして起用された。2021年12月24日に発売される『ゲッターロボ アーク』BD第3巻特典の「サウンドトラックCD」に収録されている。